# Tennis als Jocs Olímpics d'Estiu de 2012
Als Jocs Olímpics d'Estiu de 2012 celebrats a la ciutat de Londres (Anglaterra, Regne Unit) es disputaran 5 proves tennístiques, dues en categoria masculina i dues en categoria femenina, tant a nivell individual com en dobles, i una de dobles mixtos. La competició se celebrà a l'All England Lawn Tennis and Croquet Club de Wimbledon, Londres, sobre pista de gespa entre el 28 de juliol i el 5 d'agost.
Es tracta de la catorzena edició de tennis dins el programa olímpic (excloent les dues edicions de demostració), la setena d'ençà que es va reintroduir oficialment l'any 1988. La prova de dobles mixtos va retornar al programa olímpic després de l'última edició realitzada a París l'any 1924. Els partits de tennis es van celebrar a l'All England Club, només tres setmanes abans de la disputa del Grand Slam de Wimbledon. A diferència d'aquest, els jugadors no van regits sota el rígid protocol del Grand Slam, especialment amb la vestimenta. Es van utilitzar dotze pistes del club incloent les tres principals més una altra per a fer exercicis d'escalfament. L'organització de les proves es va realitzar conjuntament entre la Federació de Tennis Internacional, Comitè Olímpic Internacional i l'All England Club.
Finalment foren seleccionats un total de 184 tennistes de 44 Comitès Olímpics Internacionals.

## Classificació
Per a la classificació individual, en principi, els 56 millors classificats en el rànquing de l'ATP i la WTA l'11 de juny de 2012 tenien accés directe al quadre, però calia tenir en compte el nombre de jugadors estava limitat a quatre jugadors per país. D'aquesta manera, alguns tennistes amb rànquing inferior podien accedir al quadre gràcies a aquesta restricció. Per altra banda, hi havia vuit places reservades per invitacions, sis pertanyents a la Federació de Tennis Internacional i les dues restants al Comitè Olímpic Internacional. Per a les proves de dobles masculins i femenins, 24 parelles es classificaven automàticament mitjançant el rànquing a data de l'11 de juny de 2012 amb la restricció de dues parelles com a màxim per país. Els deu primers tennistes classificats en els respectius rànquings de dobles tenien accés automàtic mentre que les altres parelles es classificaven mitjançant el rànquing individual i de dobles. Les vuit parelles restants del quadre estaven reservades per invitacions el COI. Per a la prova de dobles mixtos, el quadre estava format per 16 parelles amb dos com a màxim per país, i ambdós tennistes havien de participar en algun dels altres esdeveniments, individual o dobles. 12 parelles es classificaven automàticament mitjançant el rànquing i les quatre restants per invitació de la federació. Un altre requisit per ser elegit era que el tennista havia d'haver representat el seu país en la Copa Davis o Copa Federació en dues ocasions durant les darreres quatre edicions (2009-2012), i almenys en una durant les dues darreres.
Alhora de realitzar els sorteigs per formar els quadres es va tenir en compte que dos tennistes o parelles del mateix país havien d'estar en parts oposades del quadre, en el cas que n'hi hagués tres o quatre en els quadres individuals, s'havien de repartir en seccions diferents.

## Calendari
| Categoria          | Dies   | Dies   | Dies   | Dies   | Dies  | Dies  | Dies  | Dies  | Dies  |
| Categoria          | Juliol | Juliol | Juliol | Juliol | Agost | Agost | Agost | Agost | Agost |
| Categoria          | 28 Ds  | 29 Dg  | 30 Dl  | 31 Dm  | 1 Dx  | 2 Dj  | 3 Dv  | 4 Ds  | 5 Dg  |
| ------------------ | ------ | ------ | ------ | ------ | ----- | ----- | ----- | ----- | ----- |
| Individual masculí | 1R     | 1R     | 2R     | 2R     | 3R    | QF    | SF    |       | F     |
| Dobles masculins   | 1R     | 1R     | 2R     | QF     |       | SF    |       | F     |       |
| Individual femení  | 1R     | 1R     | 2R     | 2R     | 3R    | QF    | SF    | F     |       |
| Dobles femenins    | 1R     | 1R     | 2R     | QF     |       | SF    |       |       | F     |
| Dobles mixts       |        |        |        |        | 1R    | QF    | SF    | F     | F*    |

| R1/2/3 | Primera, segona, tercera ronda | QF | Quarts de final | SF | Semifinals | F | Final de consolació | F | Final i final de consolació |

## Resum de medalles

### Categoria masculina
| Prova      | Or                                  | Argent                                     | Bronze                                    |
| Individual | Andy Murray                         | Roger Federer                              | Juan Martín del Potro                     |
| Dobles     | Estats Units Bob Bryan · Mike Bryan | França Michaël Llodra · Jo-Wilfried Tsonga | França Julien Benneteau · Richard Gasquet |

### Categoria femenina
| Prova      | Or                                            | Argent                                     | Bronze                                 |
| Individual | Serena Williams                               | Maria Xaràpova                             | Viktória Azàrenka                      |
| Dobles     | Estats Units Serena Williams · Venus Williams | Txèquia Andrea Hlavácková · Lucie Hradecká | Rússia Maria Kirilenko · Nàdia Petrova |

### Categoria mixta
| Prova  | Or                                     | Argent                                | Bronze                                 |
| Dobles | Belarús Viktória Azàrenka · Maks Mirni | Regne Unit Laura Robson · Andy Murray | Estats Units Lisa Raymond · Mike Bryan |

## Medaller

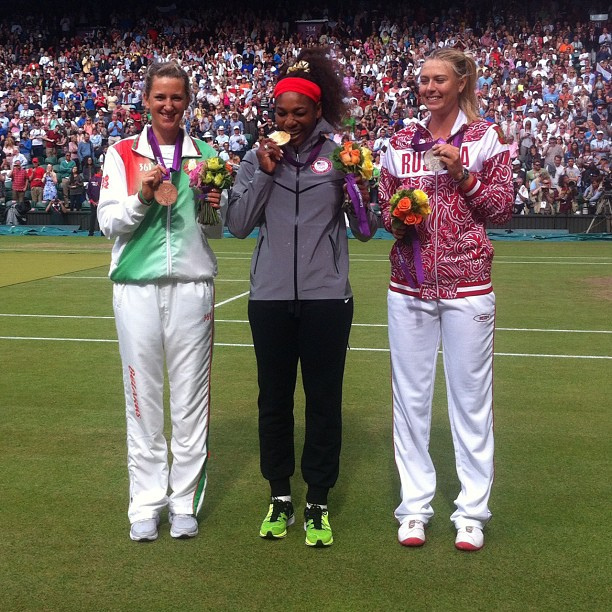
Medallistes en individual femení.

| Posició | País         | Or | Argent | Bronze | Total |
| 1       | Estats Units | 3  | 0      | 1      | 4     |
| 2       | Regne Unit   | 1  | 1      | 0      | 2     |
| 3       | Belarús      | 1  | 0      | 1      | 2     |
| 4       | França       | 0  | 1      | 1      | 2     |
| 4       | Rússia       | 0  | 1      | 1      | 2     |
| 6       | Suïssa       | 0  | 1      | 0      | 1     |
| 6       | Txèquia      | 0  | 1      | 0      | 1     |
| 8       | Argentina    | 0  | 0      | 1      | 1     |
| Total   | Total        | 5  | 5      | 5      | 15    |

## Distribució de punts
La distribució de punts realitzada pels circuits ATP i WTA només afecten a la competició individual.
| Posició           | Individual masculí | Individual femení |
| ----------------- | ------------------ | ----------------- |
| Medalla d'or      | 750                | 685               |
| Medalla d'argent  | 450                | 470               |
| Medalla de bronze | 340                | 340               |
| Quarta posició    | 270                | 260               |
| Quarts de final   | 135                | 175               |
| Tercera ronda     | 70                 | 95                |
| Segona ronda      | 35                 | 55                |
| Primera ronda     | 5                  | 1                 |